# عامر خان
عامر حسين خان (بالإنجليزية: Aamir Khan)‏ (مواليد 14 مارس 1965) هو ممثل ومخرج ومنتج أفلام هندي. عمل خان في عدد من الأفلام الناجحة نقديًا وتجاريًا وأسس نفسه كأحد الممثلين الرئيسين في السينما الهندية. وهو أيضا مؤسس ومالك شركة عامر خان للإنتاج.
بدأ مسيرته الفنية كطفل ممثل فيلم لعمه ناصر حسين بعنوان يادون كي بارات في عام 1973، بدأ خان احترافه الفني بعمر إحدى عشر عام بعد ذلك بفيلم هولي عام 1984. كان نجاحه التجاري الأول مع ابن عمه منصور خان في فيلم قايمت سي قايمت تاك عام 1988، والذي فاز فيه بـ جائزة أفضل عمل أول لممثل من فيلم فير. بعد سبع ترشيحات سابقة خلال الثمانينيات والتسعينيات، حصل خان على أول جائزة كأفضل ممثل من فيلم فير عن أدائه في فيلم راجا الهندوستاني  عام 1996.
في عام 2001، قام لأول مرة بإنتاج الفيلم الذي رُشّح لجائزة الأوسكار لاجان. لعب عامر دور البطولة في الفيلم وفاز لثاني مرة بجائزة فيلم فير كأفضل ممثل عن أدائه. بعد أربع سنوات من التوقف عن العمل، قام عامر بالعودة بفيلم مع كيتان ميهتا مانجال باندي : ذا رايزنج عام 2005، وفاز لاحقا بـ جائزة النقاد من فيلم فير كأفضل أداء عن دوره في  رانج دي باسانتي في عام 2006. في عام 2007، قام بأول إخراج له في فيلم تاري زاميين بار، والذي حصل عنه على جائزة أفصل إخراج من فيلم فير. وقد تبع ذلك فيلم  Ghajini  (2008)، والذي أصبح قائمة أعلى الأفلام دخلا في بوليوود أعلى فيلم محققا إيراد في تاريخ الهند، غير المعدل للتضخم.

## بداية حياته
ولد خان في مستشفى الأسرة المقدسة في باندرا بمومباي، الهند، لأسرة مسلمة والتي كانت تشارك في صناعة السينما الهندية لعدة عقود. والده، طاهر حسين، هو منتج أفلام، بينما كان عمه المتوفى، ناصر حسين، منتج أفلام وكذلك مخرج ومممثل.
هو من سلالة العالم المسلم والسياسي أبو الكلام آزاد،  وابن عم من الدرجة الثانية الرئيس السابق راجيا سابها دكتور نجما هبة الله.

## معلومات شخصية

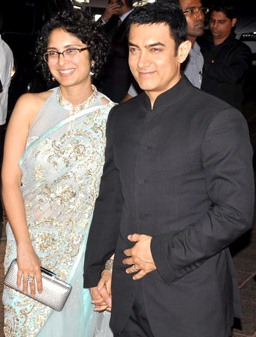
عامر خان مع زوجته كيران راو في مومباي عام 2012

ولد عامر حسين خان في 14 مارس 1965 من عائلة مسلمة، يبلغ طوله 1.65 سم ووزنه: 74 كيلوغرام، حاز على بطولة الهند مرتين على التوالي قبل دخوله للتمثيل، كلف ان يكون سفير لعبة الشطرنج في الهند ورفض لاسباب لم يفصح عنها ودخل قائمة أفضل 100 شخصية في العالم سنة 2012 حسب مجلة تايم

## مهنة السينما

### كممثل

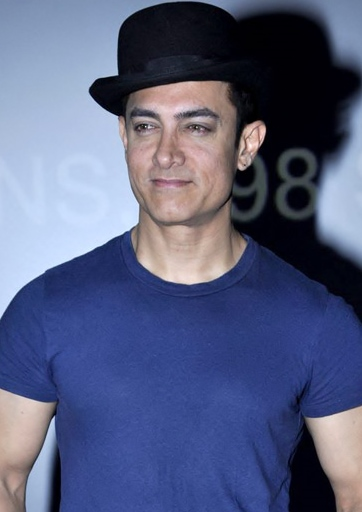
عامر خان في حفل أقيم لدووم 3 في عام 2013، والتي يعد من بين أربعة أفلام من بطولة عامر خان الذين حققوا الرقم القياسي لكونهم أفلام بوليوود الاعلى ربحا

بدأ عامر مشواره السينمائي كممثل طفل في إنتاج عائلي، من إنتاج عمه ناصر خان بعنوان يادون كي بارات في عام 1973 وفيلم مادوش في عام 1974. أحد عشر عاما بعد ذلك، قام بالتمثيل كناضج لأول مرة في دور مر بدون أن يلفت الانتباه في في فيلم لـكيتان ميهتا بعنوان هولي في عام 1984.
أول دور بارز له جاء في عام 1988 في فيلم قايمات سه قايمات تاك والذي كان من إخراج ابن عمه وابن ناصر خان، منصور خان. حقق الفيلم نجاحا تجاريا، وكان عامل مؤثر في بدء مسيرة عامر الفنية كبطل أول. ولأمتلاكه الشكل النموذجي لـ «البطل الوسيم»، أصبح لديه شهرة كممثل محبوب من المراهقين. كما قام بالتمثيل في الفيلم الذي أشاد به النقاد راخ، والذي حصل عنه خان على أول جائزة وطنية بـ جائزة لجنة التحكيم الخاصة. بعد ذلك، بدأ في الظهور في عدة أفلام في أواخر الثمانينات وبداية التسعينيات؛ ديل في عام 1990 والذي حقق أعلى إيرادات في ذلك العام  وفيلم ديل هاي كي مانتا ناهين في عام 1991 وجو جيتا وهي سيكاندار في عام 1992 وهام هين راهي بيار كي في عام 1993 (الذي كتب له أيضا السيناريو والحوار) وفيلم رانجيلا في عام 1995. معظم هذه الأفلام حققت نجاحا على مستوى النقاد وتجاريا. تشمل نجاحات أخرى أنداز أبنا أبنا، الذي شارك في بطولته سلمان خان في وقت صدور الفيلم لم يلاقِ استحسانا من النقاد، ولكن بمرور السنين اكتسب مكانة كفيلم محبوب.
استمر خان في التمثيل في فيلم أو اثنان في العام، على عكس ما يحدث مع ممثلين السينما الهندية. الإصدار الوحيد له في عام 1996 كان من إخراج دهارميش دارشان الفيلم الرائج تجاريا راجا هندوستاني  والذي كان فيه بطلا أمام كاريشما كابور. حاز الفيلم على أول جائزة له كـأفضل ممثل من فيلمفير، بعد سبعة ترشيحات سابقة، وأصبح أفضل في ذلك العام وأيضا كان أعلى ثالث فيلم من حيث الإيراد في فترة التسعينيات. بدا أن مسيرة عامر المهنية كانت قد حققت نجاحا في ذلك الوقت، ومعظم أفلامه التالية في ذلك العام، وأغلب أفلامه التالية في السنوات القليلة التالية حققت نجاحا جزئيا. وشارك في عام 1997 في البطولة مع أجاي ديفجان وقام بالتمثيل أمام جوهي تشاولا في فيلم إيشك  والذي أدى أداء جيد في شباك التذاكر. ظهر عامر في عام 1998، في الفيلم المتوسط النجاح جولام، والذي قام فيه أيضا بالغناء. كان فيلم جون ماثيو ماثان بعنوان سارفاروش في عام 1999 هو أول إصدار لعام 1999 والذي حقق نجاحا متوسطا كمستوى فوق المتوسط في شباك التذاكر، بالرغم من تحقيق الفيلم تقديرا كبيرا على مستوى النقاد وكان دور خان ضابط شرطة متفاني وصادق وغير فاسد والذي اشتبك في قتال على الحدود مع إرهابيين، تم استقبال دوره بشكل جيد مثلما كان دوره في فيلم الأرض  من إخراج ديبا ميهتا.أولى إصدار له في اللألفية الجديدة، ميلا، والذي مَثَل فيه جنبا إلى جنب مع شقيقه الحقيقي فيصل خان، حقق الفيلم نجاحا كبيرا على مستوى شباك التذاكر والنقاد.
ظهر عام 2001 في فيلم لاجان. حقق الفيلم نجاحا كبير على مستوى النقاد وتجاريا،  وتلقى ترشيح كأفضل فيلم بلغة أجنبية من حفل تسليم جوائز الاوسكار الـ 74.وبالإضافة إلى ذلك، حصد الفيلم إشادة النقاد في العديد من مهرجانات السينما الدولية، بالإضافة لفوزه بالعديد من الجوائز الهندية، بما فيهم جائزة الأفلام الوطنية. عامر نفسه فاز لثاني مرة بـ جائزة فيلمفير كأفضل ممثل.
أتبع نجاح فيلم لاجان فيلم ديل شاهتا هاي في نفس العام، والذي شارك في خان البطولة مع أكشاي خانا وسيف علي خان، مع بريتي زينتا تقوم بدور حبيبته. كتب الفيلم وأخرجه فرحان أختر الذي كان ذلك أول أعماله. وفقا للنقاد، تطرق الفيلم لمواضيع جديدة بعرضه للشباب الهندي في المناطق الحضرية كما هم الآن اليوم. تصوير الأشخاص كان حديثا ومهذبا وعالميا. كان الفيلم معتدل بشكل جيد وكان ناجحا على الأخص في المدن الحضرية.
أخذ عامر استراحة لمدة أربع سنوات بسبب مشاكل شخصية، وعاد عام 2005 مع فيلم مانجال باندي : ذا رايزنج من إخراج كيتان ميهتا، ولعب في بدور الجندي الهندي وشهيد ساعد في إشعال الثورة الهندية عام 1857 كـأول حرب لاستقلال الهند.
فيلم راكيش ميهرا أومباركش رانج دي باسانتي كان فيلم لعامر خان أصدر في عام 2006. وتم الإشادة بدوره، مما جعله يحصل على جائزة النقاد من فيلمفير كأفضل أداء والعديد من الترشيحات كأفضل ممثل. أصبح الفيلم أحد أعلى الأفلام المحققة إيراد في ذلك العام، وتم اختياره الدخول الرسمي للهند في الاوسكار. على الرغم من أن الفيلم لم يكن على القائمة المختصرة كمرشح، فإنه حصل على ترشيح كـ أفضل فيلم أجنبي في جوائز بافتا في انكلترا. تم تقدير دور خان في فيلمه التالي فانا لعام 2006،  وذهب الفيلم ليصبح أحد أعلي الأفلام ايرادا في الهند لعام 2006.
فيلم لعام 2007 تاري زاميين بار، كان أيضا من إنتاجه وتميز بداية عمله الإخراجي. الفيلم كان ثاني فيلم مقدم من شركة إنتاج عامر خان، قام خان بالتمثيل في دور مساعد كمدرس يُصادق ويُساعد طفل لديه دسلكسيا.لاقى الفيلم رد فعل ناجح من النقاد والجماهير على حد سواء. لاقى أداء خان استحسانا، بالرغم من أنه تم الإشادة به أكثر على إخراجه.
ظهر عامر في فيلم 2007 في غاجيني.كان الفيلم ناجحا تجاريا  وأصبح الأعلى إيرادا بين أفلام بوليوود على الإطلاق. لأدائه في الفيلم، وتلقى عامر ترشيحات كـ أفضل ممثل في العديد من حفلات الجوائز المختلفة فضلا عن ترشيحه الخامس عشر لـ جائزة فيلمفير كأفضل ممثل.

### كمنتج
أنشأ خان في سنة 2001 شركة إنتاج تعرف باسم عامر خان للإنتاج. وكان أول فيلم لها لاجان. صدر الفيلم في عام 2001 من بطولة عامر خان كبطل أول. تم اختيار الفيلم كأول دخول رسمي للهند في مسابقة الاوسكار الـ 74 في فئة أفضل فيلم بلغة أجنبية.تم اختياره وترشيحه في النهاية لهذه الفئة ولكن خسر أمام فيلم أرض منزوعة السلاح. وحصل الفيلم على العديد من الجوائز في عدد من مهرجانات الجوائز الهندية مثل فيلمفيرو إيفا، وفاز بـ جائزة الفيلم الوطني كـ أشهر فيلم، جائزة كانت مشتركة بين خان ومخرج الفيلم اشوتوش جواريكار. علق خان في وقت لاحق عن خسارة لاجان في الاوسكار: «نحن بالتأكيد شعرنا بخيبة الأمل ولكن الشيء الذي جعلنا نحتفظ بروحنا هو أن البلد بأكمله كان يساندنا».
في عام 2007 أنتج فيلم الدراما تاري زاميين بار والذي أبرز أول عمل إخراجي له. قام خان أيضا بدور مساعد في ذلك الفيلم، وتقاسم الشاشة مع الطفل الذي يقوم بالتمثيل لأول مرة دارشيل سفاري.كانت بداية الفيلم وتطويره من قبل فريق من زوج وزوجة، هم أمول جوبتي ‏ وديبا باتيا. كانت قصة عن طفل صغير يعاني في المدرسة حتى قام مدرس بتعريف حالته بالصعوبة في التعلم. لاقى الفيلم استحسان النقاد،  وأيضا حقق نجاحا على مستوي شباك التذاكر. فاز تاري زاميين بار في عام 2008 بجائزة أفضل فيلم من فيلمفير وأيضا عدد من جوائز فيلمفيرو نجم الشاشة.مكن عمل خان من فوزه بجائزتان من فيلمفير، جائزة أفضل فيلم وأفضل مخرج، وهو الأمر الذي أسس مكانته كصانع أفلام منافس في بوليوود.
قام عامر في عام 2008 بإعطاء ابن اخيه عمران خان أول دور له في فيلم جاني تي يا جاني نا  من إنتاج شركته. حقق الفيلم نجاحا كبيرا في الهند، ومكن خان في النهاية بترشيحه لمرة أخرى كأفضل فيلم من فيلمفير.

## حياته الشخصية
تزوج خان خلال فترة فيلم كايمت سي كايمت تاك من رينا دوتا.لديهم طفلان، ابن اسمه جنيد وابنة تُدعي إيرا. كانت رينا تعمل لفترة وجيزة في مهنة خان عندما عملت كمنتجة لفيلم لاجان.بعدما تطلق من رينا دوتا سنة 2002 بعدما علمت أنه على علاقة بكاتبة إنجليزية اسمها جيسيكا هاينس والتي له معها طفلا اسمه جان، مُنهياً زواجاً استمر لمدة 15 سنة، مع تولي رينا حضانة كلا الطفلين. في 28 ديسمبر 2005، تزوج من كيران راو التي كانت مخرجة مساعدة للمخرج أشتوش جاواريكر أثناء تصوير لاجان. 
بالرغم من ترشيحه عدة مرات، لم يحضر خان أي من مراسم تسليم جوائز الأفلام الهندية حيث يشعر «أن جوائز السينما الهندية تفتقر إلى المصداقية».
في عام 2007، خسر عامر معركة حضانة لشقيقه الأصغر فيصل أمام والدهما، طاهر حسين.
تم دعوة خان في عام 2007 ليصبح لديه تمثال من الشمع لنفسه في متحف مدام توسو في لندن. ولكن رفض خان موضحا، «أنه ليس بالأمر المهم بالنسبة لي، سوف يشاهد الناس أفلامي إذا كانوا يريدون. أيضا، لا أستطيع التعامل مع أشياء كثيرة، لدي طاقة فقط لذلك القدر.»
في مقابلة عام 2009، ذكر خان إنه يميل إلى إتخاذ نهج مستقل في عالم صناعة السينما، مشيرا إلى أنه لا يقوم "بعمل أشياء مختلفة؛ أحاول أن أقوم بها بطريقة مختلفة. وأعتقد أن كل شخص ينبغي أن يتبع أحلامه وأن يحاول أن يجعل من الممكن خلق القدرة على تحقيق ذلك استنادا على التطبيق العملي". وأشار أيضا إلى أنه أكثر اهتماما بعملية صناعة الفيلم عن النتيجة النهائية. " بالنسبة لي، العملية هي أكثر أهمية وأكثر متعة. أفضل أن يكون تركيزي كاملا على العملية من الخطوة الأولى"عندما سُئل عن مثله الأعلى، ذكر أنه أمبيدكار هو أكثر شخص يُلهمني" 

## أفلامه
| عنوان                           | سنة  | تم اعتماده على | تم اعتماده على | تم اعتماده على      | تم اعتماده على                                   |                       | ملحوظات | المرجع               |
| عنوان                           | سنة  | ممثل           | منتج           | آخر                 | الدور                                            | مخرج                  | ملحوظات | المرجع               |
| ------------------------------- | ---- | -------------- | -------------- | ------------------- | ------------------------------------------------ | --------------------- | --- | -------------------- |
| Yaadon Ki Baaraat               | 1973 | نعم            |                |                     | يونغ راتان                                       | ناصر حسين             | دور ثانوي | [ 27 ]               |
| Madhosh                         | 1974 | نعم            |                |                     | يونغ راج                                         | ديش جوتام             | دور ثانوي | [ 27 ]               |
| Paranoia                        | 1983 | نعم            |                | مساعد المخرج        | مجهول                                            | أديتيا باتاتشاريا     | فيلم قصير | [ 28 ] [ 29 ]        |
| Manzil Manzil                   | 1984 |                |                | مساعد المخرج        |                                                  | ناصر حسين             | |                      |
| Holi                            | 1984 | نعم            |                |                     | مادان شارما                                      | كيتان ميهتا           | | [ 28 ]               |
| Zabardast                       | 1985 |                |                | مساعد المخرج        |                                                  | ناصر حسين             | |                      |
| من كارثة إلى كارثة              | 1988 | نعم            |                | كاتب مساعد          | راج                                              | منصور خان ‏            | جائزة الفيلم الوطني – تنويه خاص ‏ (أيضا لراخ) جائزة فيلم فير لأفضل ظهور أول لرجل مُرشح—جائزة فيلم فير لأفضل ممثل                                            | [ 30 ] [ 31 ] [ 32 ] |
| Raakh                           | 1989 | نعم            |                |                     | امير حسين                                        | أديتيا باتاتشاريا     | جائزة الفيلم الوطني – تنويه خاص ‏ (أيضا لقيامة سي قيامة تاك) تم ترشيحه لجائزة فيلم فير لأفضل ممثل                                                          | [ 31 ] [ 33 ]        |
| Love Love Love ‏                 | 1989 | نعم            |                |                     | أميت                                             | بابار سوباش           | | [ 34 ]               |
| Awwal Number                    | 1990 | نعم            |                |                     | ساني                                             | ديف أناند             | | [ 34 ]               |
| Tum Mere Ho                     | 1990 | نعم            |                |                     | شيفا                                             | طاهر حسين             | | [ 34 ]               |
| Dil                             | 1990 | نعم            |                |                     | راجا                                             | إندرا كومار           | تم ترشيحه لجائزة فيلم فير لأفضل ممثل | [ 31 ] [ 35 ] [ 36 ] |
| Deewana Mujh Sa Nahin           | 1990 | نعم            |                |                     | أجاي شارما                                       | واي. ناغيشوار راو     | | [ 34 ]               |
| Jawani Zindabad                 | 1990 | نعم            |                |                     | شاشي شارما                                       | أرون بهات             | | [ 34 ]               |
| Afsana Pyaar Ka                 | 1991 | نعم            |                |                     | راج                                              | إم. آر. شاهجهان       | | [ 37 ]               |
| Dil Hai Ke Manta Nahin          | 1991 | نعم            |                |                     | راغو جيتلي                                       | ماهيش بهات            | تم ترشيحه لجائزة فيلم فير لأفضل ممثل | [ 31 ] [ 38 ]        |
| Isi Ka Naam Zindagi             | 1992 | نعم            |                |                     | تشوتو                                            | كاليداس               | | [ 39 ]               |
| Daulat Ki Jung                  | 1992 | نعم            |                |                     | راجيش تشودري                                     | إس. أيه. قادر         | | [ 40 ]               |
| Jo Jeeta Wohi Sikandar          | 1992 | نعم            |                |                     | سانجيلال شارما                                   | منصور خان             | تم ترشيحه لجائزة فيلم فير لأفضل ممثل | [ 31 ] [ 41 ]        |
| الإدمان الأول (فيلم)            | 1993 | نعم            |                |                     | بنفسه                                            | أشوتوش جواريكر        | مظهر كاميو | [ 42 ]               |
| Parampara                       | 1993 | نعم            |                |                     | رانبير بريثفي سينغ                               | ياش تشوبرا            | | [ 43 ]               |
| Damini                          | 1993 | نعم            |                |                     | بنفسه                                            | راجكومار سانتوشي      | مظهر كاميو | [ 44 ]               |
| Hum Hain Rahi Pyar Ke           | 1993 | نعم            |                | كاتب السيناريو      | راؤول مالهوترا                                   | ماهيش بهات            | تم ترشيحه لجائزة فيلم فير لأفضل ممثل | [ 45 ] [ 31 ]        |
| Andaz Apna Apna                 | 1994 | نعم            |                |                     | عمار مانوهار                                     | راجكومار سانتوشي      | تم ترشيحه لجائزة فيلم فير لأفضل ممثل | [ 46 ] [ 47 ]        |
| Baazi                           | 1995 | نعم            |                |                     | عمار دامجي                                       | اشوتوش جاواريكر       | | [ 48 ]               |
| Aatank Hi Aatank                | 1995 | نعم            |                |                     | روهان                                            | ديليب شانكار          | | [ 49 ]               |
| Rangeela                        | 1995 | نعم            |                |                     | مونا                                             | رام جوبال فارما       | مرشح لجائزة فيلم فير لأفضل ممثل | [ 50 ]               |
| Akele Hum Akele Tum             | 1995 | نعم            |                |                     | روهيت كومار                                      | منصور خان             | | [ 31 ]               |
| Raja Hindustani                 | 1996 | نعم            |                |                     | راجا هندوستاني                                   | دارميش دارشان         | جائزة فيلم فير لأفضل ممثل | [ 31 ]               |
| Ishq                            | 1997 | نعم            |                |                     | راجا أهلاوات                                     | إندرا كومار           | | [ 51 ]               |
| Ghulam                          | 1998 | نعم            |                | مغني تشغيل          | سيدهارث ماراثي                                   | فيكرام بهات           | مُرشح - جائزة فيلم فير لأفضل ممثل مُرشح—جائزة فيلم فير لأفضل مغني أفلام ‏                                                                                    | [ 31 ] [ 52 ]        |
| الأرض                           | 1998 | نعم            |                |                     | ديل نافاز                                        | ديبا ميهتا            | كندا-فيلم هندي تم إصداره في الهند باسم 1947: أرض | [ 53 ]               |
| Sarfarosh                       | 1999 | نعم            |                |                     | أجاي سينغ راثود                                  | جون ماثيو ماثان       | تم ترشيحه لجائزة فيلم فير لأفضل ممثل | [ 31 ] [ 54 ]        |
| Mann                            | 1999 | نعم            |                |                     | ديف كاران سينغ                                   | إندرا كومار           | | [ 55 ]               |
| Mela                            | 2000 | نعم            |                | مغني تشغيل          | كيشان بياري                                      | دارميش دارشان         | | [ 56 ]               |
| لاجان: ذات مرة في الهند         | 2001 | نعم            | نعم            |                     | بهوفان                                           | اشوتوش جاواريكر       | جائزة الفيلم الوطني لأفضل فيلم شعبي يقدم ترفيهًا مفيدًا جائزة فيلم فير لأفضل فيلم جائزة فيلم فير لأفضل ممثل تم ترشيحه—جائزة الأوسكار لأفضل فيلم بلغة أجنبية | [ 31 ]               |
| ديل شاهتا هاي                   | 2001 | نعم            |                |                     | اكاش مالهوترا                                    | فرحان أختر            | تم ترشيحه لجائزة فيلم فير لأفضل ممثل | [ 31 ] [ 57 ]        |
| Madness in the Desert           | 2004 | نعم            | نعم            |                     | بنفسه                                            | ساتياجيت بهاتكال      | فيلم وثائقي يُعرف أيضًا باسم شالي تشالو: جنون صناعة الأفلام الجائزة الوطنية للفيلم لأفضل فيلم استكشاف/مغامرة                                                | [ 58 ] [ 59 ]        |
| Mangal Pandey: The Rising       | 2005 | نعم            |                | مغني تشغيل          | مانجال باندي                                     | كيتان ميهتا           | تم ترشيحه لجائزة فيلم فير لأفضل ممثل | [ 31 ] [ 60 ]        |
| رانج دي باسانتي                 | 2006 | نعم            |                | مغني تشغيل          | دالجيت "دي جي" سينغ / شاندرا شيخار آزاد          | راكيش أومبراكاش ميهرا | جائزة نقاد فيلم فير لأفضل ممثل ‏ تم ترشيحه لجائزة فيلم فير لأفضل ممثل                                                                                      | [ 31 ] [ 61 ]        |
| فناء                            | 2006 | نعم            |                |                     | ريحان قادري                                      | كونال كوهلي           | | [ 62 ]               |
| نجوم على الأرض                  | 2007 | نعم            | نعم            | المخرج مغني التشغيل | رام شانكار نيكومب                                | بنفسه                 | جائزة الفيلم الوطني لأفضل فيلم عن رعاية الأسرة جائزة فيلم فير لأفضل فيلم جائزة فيلم فير لأفضل مخرج ‏ رشح—جوائز فيلم فير لأفضل ممثل مساعد ‏                  | [ 31 ] [ 63 ] [ 64 ] |
| Jaane Tu... Ya Jaane Na         | 2008 |                | نعم            |                     |                                                  | عباس تيريوالا         | تم ترشيحه لجائزة فيلم فير لأفضل فيلم | [ 65 ] [ 66 ]        |
| غاجيني                          | 2008 | نعم            |                | كاتب مشارك          | سانجاي سينغانيا                                  | إيه آر موروجادوس      | تم ترشيحه لجائزة فيلم فير لأفضل ممثل | [ 31 ] [ 67 ] [ 68 ] |
| حظ بالصدفة                      | 2009 | نعم            |                |                     | بنفسه                                            | زويا أختر             | مظهر كاميو | [ 69 ]               |
| 3 بلهاء                         | 2009 | نعم            |                |                     | رانشوداس "رانشو" شامالداس تشانشاد/ فونسوخ وانغدو | راجكومار هيراني       | تم ترشيحه لجائزة فيلم فير لأفضل ممثل | [ 70 ] [ 71 ]        |
| Peepli Live                     | 2010 |                | نعم            |                     |                                                  | أنوشا ريزفي           | تم ترشيحه لجائزة فيلم فير لأفضل فيلم | [ 72 ] [ 73 ]        |
| Dhobi Ghat                      | 2011 | نعم            | نعم            |                     | أرون                                             | كيران راو             | | [ 74 ]               |
| Big in Bollywood                | 2011 | نعم            |                |                     | بنفسه                                            | مجهول                 | فيلم وثائقي | [ 75 ]               |
| Delhi Belly ‏                    | 2011 | نعم            | نعم            |                     | مقاتل الديسكو                                    | أبيناي ديو            | ظهور خاص في أغنية "أكرهك (مثلما أحبك)" تم ترشيحه لجائزة فيلم فير لأفضل فيلم                                                                               | [ 76 ] [ 77 ]        |
| Talaash: The Answer Lies Within | 2012 | نعم            | نعم            |                     | سورجان سينغ شيكاوات                              | ريما كاجتي            | | [ 78 ]               |
| اسلكي مومباي                    | 2013 | نعم            |                |                     | بنفسه                                            | عديد                  | ظهور خاص في أغنية "أبنا بومباي توكيز" | [ 79 ]               |
| Rubaru Roshni                   | 2013 | نعم            | نعم            |                     | بنفسه                                            | بي. إس. بهاراتي       | فيلم وثائقي | [ 80 ]               |
| دووم 3                          | 2013 | نعم            |                |                     | ساهر خان/سمر خان                                 | فيجاي كريشنا أشاريا   | | [ 81 ]               |
| PK                              | 2014 | نعم            |                |                     | بي كيه                                           | راجكومار هيراني       | تم ترشيحه لجائزة فيلم فير لأفضل ممثل | [ 82 ] [ 83 ]        |
| Dil Dhadakne Do                 | 2015 | نعم            |                |                     | بلوتو مهرا                                       | زويا اختر             | دور الصوت | [ 84 ]               |
| دانجال                          | 2016 | نعم            | نعم            | مغني تشغيل          | مهافير سينغ فوجات                                | نيتش تيواري           | جائزة فيلم فير لأفضل ممثل جائزة فيلم فير لأفضل فيلم | [ 85 ] [ 86 ]        |
| نجم سري                         | 2017 | نعم            | نعم            |                     | شاكتي كومار                                      | أدفيت تشاندان         | تم ترشيحه لجائزة فيلم فير لأفضل ممثل مساعد تم ترشيحه لجائزة فيلم فير لأفضل فيلم                                                                           | [ 87 ] [ 88 ]        |
| سفاحين الهند                    | 2018 | نعم            |                |                     | فرنجي ملاح                                       | فيجاي كريشنا أشاريا   | | [ 89 ]               |
| كوي جان نا                      | 2021 | نعم            |                |                     | بنفسه                                            | أمين هاجي             | ظهور خاص في أغنية "هار فن ماولا" | [ 90 ]               |
| لال سينجا شادا                  | 2022 | نعم            |                |                     | لال سينجا تشادها                                 | أدفيت تشاندان         | | [ 91 ] [ 92 ]        |
| سلام فينكي                      | 2022 | نعم            |                |                     | بنفسه                                            | ريفاتي                | | [ 93 ]               |
| سيتاري زامين بار                | 2025 |                |                |                     |                                                  | آر. إس. براسانا       | | [ 94 ]               |
| كولي                            | 2025 |                |                |                     |                                                  | لوكيش كاناجاراج       | فيلم تاميلي، ظهور خاص | [ 95 ]               |
| لاهور 1947                      | 2025 |                |                |                     |                                                  | راجكومار سانتوشي      | | [ 96 ]               |

## وصلات خارجية
- عامر خان على موقع IMDb (الإنجليزية)
- عامر خان على موقع الموسوعة البريطانية (الإنجليزية)
- عامر خان على موقع روتن توميتوز (الإنجليزية)
- عامر خان على موقع قاعدة بيانات الأفلام العربية
- عامر خان على موقع ألو سيني (الفرنسية)
- عامر خان على موقع ميوزك برينز (الإنجليزية)
- عامر خان على موقع أول موفي (الإنجليزية)
- عامر خان على موقع قاعدة بيانات الأفلام السويدية (السويدية)
- عامر خان على موقع إن إن دي بي (الإنجليزية)
- عامر خان على موقع قاعدة بيانات الفيلم (الإنجليزية)